# Robert Le Noir
Robert Lenoir (1894-1973) est un artiste français, peintre, dessinateur de presse et illustrateur sous la signature de Robert Le Noir, Lenoir, Robert Black, Black, ou encore Bob Pencil.

## Biographie
Au cours de sa vie, il réalise des peintures, des eaux fortes, des gravures sur bois... "Une longue et riche carrière, un style dépouillé aux personnages solidement campés"
Robert Le Noir est un remarquable observateur de la rue. On lui doit des œuvres essentielles pour comprendre la vie du Paris ou du Marseille des années 1920 aux années 1950, avec une prédilection pour les scènes de foire, les clochards, la prostitution et les maisons closes... Ses œuvres ne sont jamais totalement noires, elles associent l'humour au tragique.
Avec J-L Merlet, il travaille aussi sur le bagne.
Il expose au Salon des humoristes, au Salon des indépendants ainsi qu'au Salon d'automne où, en 1929, sa toile Madame est malade bien que primée par le jury est décrochée à la demande du même jury qui craint un scandale prétendant qu'elle apporte "un élément de perversion inadmissible". "Cette scène édifiante de la vie des filles de maison n'avait pourtant rien d'équivoque, elle représentait la chambre de la patronne, avec quelques pensionnaires en chemisettes de couleurs, l'une portant un bol de tisane, les autres recueillies devant le lit de la malade... L'histoire de cette brimade déchaîna la presse un mois entier, et l'on pouvait lire des titres agressifs dans les journaux d'art : Veut-on brimer les artistes qui cherchent leur inspiration dans les mêmes lieux que hantait le grand Toulouse-Lautrec ?..." Il expose également au Salon d'Hiver de 1923 à 1950 (et peut-être au-delà).
Il fait aussi une carrière de chansonnier et de guitariste, ce qui lui vaut un article élogieux dans le Ciné Miroir no 668 du 22/01/1938. On le retrouve également sur les scènes de music-hall dans le duo "Black et Clairette". Dans les années 1950, il monte un Guignol au Jardin du Luxembourg puis à l'occasion de tournées dans toute la France, fabriquant lui-même ses marionnettes. Il avait aussi un numéro de dessinateur comique sur scène "Bob Pencil".

## Principales œuvres éditées
- La Retape, Montmartre, Girard et Bunino, 1927 :  8  bois gravés et légendes de Robert LE NOIR décrivant le milieu de la prostitution avec avant propos d'André Dahl.
- La Foire : dix eaux fortes, texte de G. Turpin, 1931.
- Choses vues à Saint Germain des Prés : 25 dessins, commentaires de ROMI.

### Illustrations
Illustrations et dessins de presse
- Les Pages Folles (1919-20),
- Le Journal Amusant (1919-23),
- Le Pêle Mêle (1919-1929),
- Le Petit Journal illustré,
- Le Canard enchaîné,
- Le Pélican (1921),
- Floréal[3] (1921, 1922[4]),
- Frou Frou (1922-23),
- Le Carnet de la Semaine (1923),
- Excelsior Dimanche qui deviendra Dimanche-Illustré en 1924 (1923-24),
- Dimanche Illustré (1924-38),
- Le Dimanche de la Femme,
- Beauté,
- Détective,
- Police magazine,
- Ciné Miroir
- Mediterranea (1926-1928...),
- Candide (1923...),
- L'Intransigeant,
- Le Petit Parisien,
- Le Crapouillot,
- Partisans,
- Almanach National, édité par le Pêle Mêle puis L'Epatant (1925, 1935, 1936),
- Le Rire (1926-39, 1958-71),
- L’Animateur des Temps Nouveaux (1927),
- Ric et Rac (1929-31),
- Le Miroir du Monde (1933),
- Javelot (35),
- Ridendo (34-39),
- Jean qui Rit,
- Marianne (35),
- L’Humoristique (35-38),
- La Vie de Garnison,
- L’Epatant (37),
- Almanach Vermot (38, 77, 73),
- Almanach Sauba,
- Le Matin (1941),
- Marius (1960-1967),
- Fou-rire (64,73),
- Le Hérisson (68-70)
- La Lanterne (liste en partie extraite du Dico Solo(1))

Il réalise aussi des illustrations pour de nombreux auteurs dont : 
- Georges Simenon pour Les Mannequins du Dr Cup publié sous le pseudo de Luc Dorsan dans plusieurs n° de la revue Pêle Mêle en 1927, réédité en 1998 en un seul volume
- Jean Valmy-Baysse L'Enfant Ingrat éd. A. Quillet. J-L Merlet De Minuit au Petit Jour (éd. Querelle 1929) et Vingt Forçats (éd. Baudinière 192?)
- Robert Dieudonné Marion Desroses, éd. Baudinière. Jacques Chabannes A Fleur de Chair
- André Lamandé Castagnol, le célèbre rôtisseur gascon (éd. Baudinière ?)
- Giuseppe Berto Le Ciel est Rouge (Robert Marin 1949).
- André Vabre La Nef d'amour (éd. de la Vie Contemporaine 1953)
- Théodor Plévier : Stalingrad vu par un Allemand (Robert Marin 1948, Flammarion 1953), Moscou (Flammarion 1953), Berlin (Flammarion 1954)
- Jean Rénald L'enfer de Diên Biên Phu (Flammarion 1955).

### Expositions
Œuvres exposées au Salon d'automne
- 1922 : Trottin (peinture), panneau de gravures sur bois, Trottin (gravure sur bois)
- 1923 : L'Arpète (croquis de rue, peinture), Le Vieux Clown (peinture)
- 1925 : Dans un bar à Marseille (peinture), Le Prisonnier (peinture), un cadre contenant des illustrations (section du livre)
- 1926 : En attendant (peinture), Filles de Marseille (peinture).
- 1927 : un cadre contenant des illustrations (section du livre)
- 1929 : Madame est malade (peinture primée par le jury mais retirée de l'exposition)
- 1931 : La Foire : Dix eaux fortes, texte de G. Turpin.

Œuvres exposées au Salon des Indépendants
- 1926 : Monsieur Lucien, placier (peinture)

### Films
- brève apparition, mais néanmoins petit rôle où il incarnait un clochard, dans le film "Notre Dame de Paris" célèbre film de 1956 avec comme autres acteurs bien connus Gina Lollobrigida, Anthony Quinn...